# José Francisco Álvarez
José Francisco Álvarez (Córdoba, Virreinato del Río de la Plata, 17 de julio de 1808 - San Juan, Argentina, 22 de agosto de 1841), abogado, político y militar argentino, que ejerció brevemente como gobernador de la provincia de Córdoba.

## Biografía
Era hijo de Francisco Javier Álvarez, comerciante radicado en Córdoba, natural de Galicia, España, y de Francisca Carlota de las Casas y Pabón. Se casó en 1838 con Mercedes Allende Goycoechea, hija del influyente político y funcionario José Norberto de Allende.
Estudió derecho en su ciudad natal y se recibió de abogado en la Universidad de San Carlos.
En 1814 se enroló en el Ejército del Norte, con el cual participó en la tercera expedición auxiliadora al Alto Perú. Combatió en la batalla de Sipe-Sipe, donde fue tomado prisionero. Logró fugarse y regresar a Córdoba. Más tarde participó en la guerra contra los federales de la provincia de Santa Fe y participó del motín de Arequito.
Durante muchos años fue diputado provincial en Córdoba, perteneciente al partido federal.

## Gobernador de Córdoba
En 1839, bajo el gobierno de Manuel López, alias Quebracho, llegó a la presidencia de la legislatura cordobesa. Se afilió a la filial local –secreta– de la Asociación de Mayo, formada mayoritariamente por jóvenes románticos, dedicados a luchar contra la que juzgaban excesiva influencia del gobernador de la provincia de Buenos Aires, Juan Manuel de Rosas, y contra el gobernador Manuel López.
En octubre de 1840, el ejército de la Coalición del Norte, al mando del general Lamadrid invadió Córdoba desde el noroeste, mientras el de Juan Lavalle se dirigía hacia allí desde Santa Fe. Para evitar quedar atrapado entre dos frentes, López marchó al sudeste de la provincia, por donde pensó que vendría el ejército federal de Manuel Oribe – que en realidad seguía de cerca a Lavalle. Aprovechando su ausencia y la cercanía de Lamadrid, los unitarios organizaron un golpe de Estado y destituyeron a los funcionarios y legisladores federales. Los que quedaban nombraron gobernador titular a Álvarez, que nombró su ministro al coronel José Julián Martínez.
Al día siguiente de la revolución entraba Lamadrid en Córdoba, y Álvarez lo nombró comandante del ejército provincial. Pero este ejército estaba muy disminuido, porque la mayor parte de las fuerzas provinciales había acompañado a López. Por otro lado, los comandantes que estaban suficientemente lejos de la capital ignoraron al gobierno de Álvarez.
Álvarez no tuvo tiempo de gobernar: apenas logró iniciar la recaudación de una contribución obligatoria entre los federales y confiscar algunos de los bienes de López, y también retiró la delegación de las relaciones exteriores en Rosas. Ejerció el gobierno algo más de dos meses, pero toda su atención estuvo concentrada en la guerra, y en pedir ayuda a las demás provincias, ya que todo el frente de guerra estaba en la provincia de Córdoba.
A principios de diciembre, llegaba la noticia de la virtual destrucción del ejército de Lavalle en la batalla de Quebracho Herrado, y los soldados derrotados provocaron toda clase de desórdenes. Por eso Álvarez delegó el gobierno en Lamadrid. Este decidió, de acuerdo con Lavalle, pero sin consultar a Álvarez, retirarse con sus ejércitos hacia Tucumán y La Rioja, respectivamente. Álvarez decidió no quedarse en la provincia que supuestamente gobernaba a esperar a Oribe, y partió en el ejército de Lavalle. Poco más tarde, desanimado por el desorden que veía en este, pasó al de Lamadrid, a quien acompañó hasta Tucumán.

## San Juan
Participó en la campaña de Lamadrid hacia San Juan, en la vanguardia al mando del general Mariano Acha. Combatió en la sangrienta batalla de Angaco, que resultó una sorprendente victoria sobre el muy superior ejército al mando del caudillo mendocino José Félix Aldao.
Álvarez acompañó a Acha en el tremendo error de dedicarse a festejar el triunfo, justo en momentos en que el gobernador sanjuanino Nazario Benavídez reorganizaba su ejército en las afueras de San Juan. El 18 de agosto, Benavídez atacó sorpresivamente la ciudad en la llamada Batalla de La Chacarilla, tomando al ejército de Acha desprevenido. No obstante, los unitarios intentaron resistir contra un ejército muy superior, sin trincheras ni defensas. Álvarez lideró un ataque a bayoneta y fusil por una de las calles céntricas, y fue destrozado por un tiro de cañón.
Pocas horas más tarde, Acha se rendía y todo su ejército desaparecía en manos del gobernador Benavídez.